# Escola Judaico-Árabe Galil
A Escola Judaico-Árabe Galil é uma escola primária em Israel. Fundada em 1998, é a primeira escola israelense a ter uma estrutura social judaico - árabe dedicada. A escola está localizada em Eshbal, um kibutz na região de Misgav da Galiléia, perto da cidade de maioria árabe de Sakhnin, no Distrito Norte.

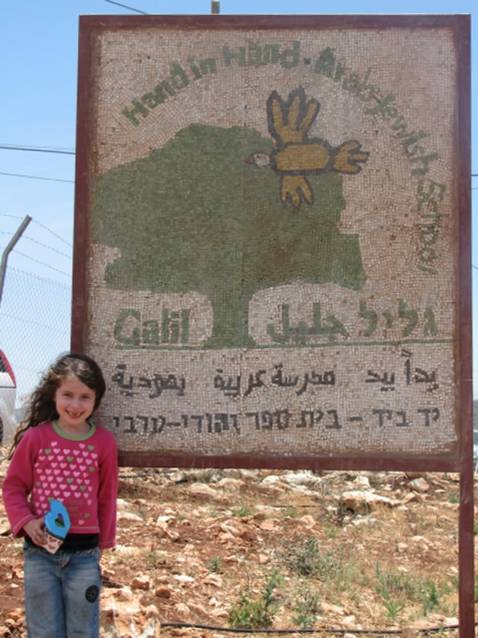
Uma estudante ao lado da placa frontal da escola (outubro de 2009)

## História
A Escola Judaico-Árabe Galil foi fundada em 1998 pela Hand in Hand: Center for Jewish-Arab Education in Israel, uma rede israelense para escolas bilíngues socialmente integradas. Em 2007, a escola tinha um corpo discente de 200 alunos judeus e árabes (judeus, muçulmanos e cristãos) do 1º ao 6º ano. Os alunos da escola vivem em Sakhnin, Sha'ab e comunidades do Conselho Regional de Misgav, cujas populações manifestaram apoio à educação bilíngue e multicultural.

## Modelo educacional
Em linha com os objetivos multiculturalistas da Hand in Hand, a Escola Judaico-Árabe Galil mantém um número igual de alunos árabes e judeus; cada turma tem dois professores, um árabe e um judeu, a escola tem dois co-diretores, também divididos entre árabes e judeus.
A abordagem da Hand in Hand para a educação bilíngue visa criar igualdade, compreensão e coexistência entre as populações árabes e judaicas de Israel, que muitas vezes vivem segregadas umas das outras devido aos efeitos históricos do conflito israelense-palestino em andamento. As aulas nas escolas Hand in Hand são ministradas por um professor árabe e judeu e, consequentemente, integram o aprendizado do aluno em árabe e hebraico. Os professores não traduzem ativamente, proporcionando um forte incentivo para que os alunos alcancem fluência em sua língua não nativa. 